# در کافه اگزیستانسیالیستی
در کافه اگزیستانسیالیستی (به انگلیسی: at the existentialist cafe) عنوان کتاب مشهور سارا بیکول، نویسنده موفق انگلیسی است. کتاب مزبور در ابتدای سال ۲۰۱۶ همزمان در اروپا و ایالات متحده به چاپ رسید و تا اکنون، علاوه بر ترجمه فارسی به چند زبان دیگر دنیا، از جمله آلمانی، فرانسوی، ایتالیایی، اسپانیایی، پرتغالی و کره‌ای ترجمه شده‌است. چند نویسنده نشریه گاردین آن را به عنوان کتاب سال انتخاب کردند. نیویورک تایمز کتاب مزبور را در ردیف ده اثر برگزیده سال ۲۰۱۶ قرار داد و فیلسوف شهیر بریتانیایی نیگل واربرتون در کافه اگزیستانسیالیستی را جزء پنج کتاب برتر سال ۲۰۱۶ در حوزه فلسفه عمومی برگزید.

## ساختار کتاب
کتاب مرکّب از چهارده فصل متفاوت و متنوّع است:
- اگزیستانسیالیسم چه وحشتناکه آقا!
- به سوی خود چیزها
- ساحری از مسکیرش
- داس مان، صلا
- قرچ قروچ خوردن درختان شکوفه زده بادام
- دلم نمی‌خواهد که دست‌نوشته‌هایم را بخورم
- اشغال، آزادسازی
- تخریب
- مطالعات زندگی
- فیلسوف رقّاص
- این جوری صلیبی
- نظر کسانی که کمتر مورد حمایت قرار گرفته‌اند
- روزگاری طعم پدیدارشناسی را چشیده‌ایم
- شکفتن محاسبه نشدنی

## موضوع
کتاب از کافه بک-دو-گاز پاریس و زایش فلسفه‌ای نوین شروع می‌شود. جایی که ژان پل سارتر و سیمون دوبوار به همراه رمون آرون گرد میزی نشسته‌اند و کوکتل زردآلو می‌نوشند. در این بین آرون به آندو خبر می‌دهد که در آلمان فیلسوفی با نام ادموند هوسرل فلسفه‌ای آورده که پدیدارشناسی نام دارد و می‌تواند از همین لیوان‌های کوکتل برای شما فلسفه‌ای را استخراج کند. این گفتگو انگیزه می‌شود تا سارتر به شوق تحصیل پدیدارشناسی راهی آلمان شود. اینک آلمان آخرین ماه‌های پیش از شروع جنگ جهانی دوم را سپری می‌کند. در گوشه‌ای از جنوب آلمان در فرایبورگ مارتین هایدگر جوان به تازگی به هوسرل پیوسته و مشغول پی‌ریزی فلسفه خویش می‌باشد. سارتر پیش از آنکه نخستین شعله‌های جنگ آلمان را به سرنوشتی شوم فراخواند، آنجا را ترک گفته و به فرانسه بازمی‌گردد تا بر اساس آنچه از پدیدارشناسی آموخته و با پیشینه‌ای از فلسفه کیرکگور و چاشنی ادبی خاص خودش، فلسفه‌ای را بیافریند که اینک با عنوان اگزیستانسیالیسم مدرن می‌توان از آن یاد نمود. سیمون دوبوار، همدم همیشگی سارتر و مرلوپونتی نیز از رفقای قدیمی اش به او می‌پیوندند. در آن سو، در پایتخت پدیدارشناسی، یعنی فرایبورگ، میانه استاد و شاگرد، هوسرل و هایدگر، شکراب می‌شود. هایدگر، که قرار بود نقش فرزند خوانده پدیدارشناسی را ایفا کند، با نگارش هستی و زمان، راه خود را از پدیدار به سوی دازاین کج می‌کند. در این میانه جنگ درمی‌گیرد و آلمان و بخش‌های وسیعی از اروپا ویران شده و نظام و ایدئولوژی‌های حاکم در هم می‌ریزد. هایدگر نیز که به نازی‌ها پیوسته حالا بدنام شده و کم‌کم رفقای خود نظیر کارل یاسپرس نیمه یهودی (گرترود همسرش یهودی بود) و هانا آرنت یهودی را از دست می‌دهد. آرنت می‌گوید مسئله این نیست که هایدگر شخصیت بدی دارد، مشکل آن است که هایدگر اصلاً شخصیت ندارد. خانم بیکول ضمن تأیید ضمنی این قضیه می‌نویسد: برای همین است که از میان کسانی که در این کتاب معرفی شده‌اند، فقط هایدگر است که برای شرح‌حال‌نویسی بهایی قائل نبود. بهر تقدیر در روزهای مابعد جنگ جهانی پدیدارشناسی تضعیف شده و فلسفه هایدگر بدنام گشته و حالا همه چیز آماده بود برای فلسفه‌ای جدید و اندیشه‌ای نوین که به انسان‌ها امید دوباره و نوید سازندگی را بدهد؛ لذا از خاکستر جنگ، اگزیستانسیالیسم سارتر با نوید به آزادی برمی‌خیزد و جوانان گمگشته و آزادی‌طلب اروپا از فلسفه او استقبالی گسترده می‌کنند… کتاب در کافه اگزیستانسیالیستی را می‌توان آمیزه‌ای از سرگذشت‌نامه و فلسفه دانست که نگارنده زبردست آن سارا بیکول به خوبی و مهارت این دو مقوله را در هم می‌آمیزد و مطالب و مضامین دشوار فلسفی را از میان وقایع تلخ و شیرین تاریخی عبور داده و برای خواننده حتی غیر متخصص قابل فهم و گیرا می‌سازد. حتی فصولی که مربوط به فیلسوف دشوار گوی آلمان، مارتین هایدگر است با زبانی گویا و همه کس فهم و گیرا عرضه می‌شود. از نکات خواندنی این کتاب روابط متقابل و دو به دوی این غولهای فلسفی اروپا است. روابطی که گاه سر از زندگی خصوصی آن‌ها درمی‌آورد نقاط ضعف‌شان را بر ملا می‌سازد و تنش‌ها، هیجانات و تلاطمهای یک سده کامل اگزیستانسیالیستی را به نمایش درمی‌آورد. کتاب مملو از اندیشه‌های دلربا و گاه متضاد کسانی مثل آلبر کامو، کارل یاسپرس، مرلوپونتی، سیمون دوبوار، هایدگر و سارتر و بقیه است.
ژانت مسلین می‌نویسد: "شاید بهترین توصیف این کتاب را بتوان در عبارتی از خانم بیکول یافت که در آن می‌نویسد:"با خواندن دیدگاه سارتر دربارهٔ آزادی، نظر دوبوار دربارهٔ مکانیسم بنیادین سرکوب، رویکرد کیرکگور دربارهٔ اضطراب، نگاه کامو به عصیان، تفسیر هایدگر از تکنولوژی و بحث مرلوپونتی در مورد علوم شناختی، گویی در حال شنیدن آخرین خبرها هستیم" در پایان کتاب اتفاق جالبی رخ می‌دهد خود نویسنده، خانم بیکول نیز همراه با دگرگونی‌های اگزیستانسیالیستی دگرگون می‌شود. او می‌نویسد: «سی سال گذشته‌است و من به نتیجه‌ای خلاف باور سابقم رسیده‌ام. ایده‌ها جذّابند، امّا افراد خیلی جذّاب‌ترند.»

## برگردان فارسی
این کتاب در پاییز ۱۳۹۵ توسط هوشمند دهقان به فارسی برگردانده و توسط انتشارات پیام امروز چاپ شده‌است.